# Arrondissement Namen
Het arrondissement Namen is een van de drie arrondissementen van de provincie Namen. Het arrondissement heeft een oppervlakte van 1.167,70 km² en telde 325.141 inwoners op 1 januari 2025.
Het arrondissement is zowel een bestuurlijk als een gerechtelijk arrondissement.

## Geschiedenis
Het arrondissement Namen ontstond in 1800 als eerste arrondissement in het departement Samber en Maas. Het bestond oorspronkelijk uit de kantons Andenne, Dhuy, Fosses-la-Ville, Gembloers en Namen.
In 1977 werd de toenmalige opgeheven gemeenten Noville-sur-Mehaigne aangehecht van het arrondissement Nijvel. Van het arrondissement Philippeville werden Biesmerée, Stave en Oret (grootste deel) aangehecht. Van het arrondissement Dinant werd Rivière aangehecht en aan datzelfde arrondissement werden Denée en Sosoye afgestaan. Van het arrondissement Hoei werden Landenne en Seilles aangehecht en werden er gebiedsdelen uitgewisseld en van het arrondissement Charleroi werd Boignée aangehecht.

## Gemeenten en deelgemeenten
Gemeenten:
| - Andenne (stad) - Assesse - Éghezée - Fernelmont - Floreffe - Fosses-la-Ville (stad) - Gembloers (stad) - Gesves |

| - Jemeppe-sur-Sambre - La Bruyère - Mettet - Namen (stad) - Ohey - Profondeville - Sambreville (stad) - Sombreffe |

Deelgemeenten:
| - Aische-en-Refail - Aisemont - Andenne - Arbre - Arsimont - Assesse - Auvelais - Balâtre - Beez - Belgrade - Beuzet - Bierwart - Biesme - Biesmerée - Boignée - Bois-de-Villers - Bolinne - Boneffe - Boninne - Bonneville - Bossière - Bothey - Bouge - Bovesse - Branchon - Champion - Cognelée - Corroy-le-Château - Cortil-Wodon - Courrière - Coutisse - Crupet - Daussoulx - Dave - Dhuy - Éghezée |

| - Émines - Ermeton-sur-Biert - Ernage - Erpent - Évelette - Falisolle - Faulx-les-Tombes - Flawinne - Florée - Floreffe - Floriffoux - Forville - Fosses-la-Ville - Franc-Waret - Franière - Furnaux - Gelbressée - Gembloers - Gesves - Goesnes - Grand-Leez - Grand-Manil - Graux - Haillot - Haltinne - Ham-sur-Sambre - Hanret - Hemptinne - Hingeon - Isnes - Jallet - Jambes - Keumiée - Landenne - Le Roux |

| - Lesve - Leuze - Liernu - Ligny - Lives-sur-Meuse - Longchamps - Lonzée - Loyers - Lustin - Maillen - Maizeret - Malonne - Marche-les-Dames - Marchovelette - Mazy - Mehaigne - Mettet - Meux - Moignelée - Mornimont - Moustier - Mozet - Namêche - Namen - Naninne - Noville-les-Bois - Noville-sur-Mehaigne - Ohey - Onoz - Oret - Perwez - Pontillas - Profondeville - Rhisnes - Rivière |

| - Saint-Denis - Saint-Gérard - Saint-Germain - Saint-Marc - Saint-Martin - Saint-Servais - Sart-Bernard - Sart-Eustache - Sart-Saint-Laurent - Sauvenière - Sclayn - Seilles - Sombreffe - Sorée - Sorinne-la-Longue - Soye - Spy - Stave - Suarlée - Tamines - Taviers - Temploux - Thon - Tillier - Tongrinne - Upigny - Vedrin - Velaine - Vezin - Villers-lez-Heest - Vitrival - Waret-la-Chaussée - Warisoulx - Wépion - Wierde |

## Demografische evolutie
- Bron:NIS - Opm:1806 t/m 1980=volkstellingen; vanaf 1990= inwoneraantal per 1 januari

| Inwoners van jaar tot jaar op 1 januari 1992 tot heden | Inwoners van jaar tot jaar op 1 januari 1992 tot heden | Inwoners van jaar tot jaar op 1 januari 1992 tot heden |
| Jaar                                                   | Aantal                                                 | Evolutie: 1992=index 100                               |
| ------------------------------------------------------ | ------------------------------------------------------ | ------------------------------------------------------ |
| 1992                                                   | 272.448                                                | 100,0                                                  |
| 1993                                                   | 274.287                                                | 100,7                                                  |
| 1994                                                   | 275.897                                                | 101,3                                                  |
| 1995                                                   | 277.255                                                | 101,8                                                  |
| 1996                                                   | 277.870                                                | 107,0                                                  |
| 1997                                                   | 278.773                                                | 102,3                                                  |
| 1998                                                   | 279.675                                                | 102,7                                                  |
| 1999                                                   | 280.908                                                | 103,1                                                  |
| 2000                                                   | 282.727                                                | 103,8                                                  |
| 2001                                                   | 283.793                                                | 104,2                                                  |
| 2002                                                   | 285.181                                                | 104,7                                                  |
| 2003                                                   | 286.930                                                | 105,3                                                  |
| 2004                                                   | 288.659                                                | 106,0                                                  |
| 2005                                                   | 290.576                                                | 106,7                                                  |
| 2006                                                   | 292.318                                                | 107,3                                                  |
| 2007                                                   | 294.320                                                | 108,0                                                  |
| 2008                                                   | 296.474                                                | 108,8                                                  |
| 2009                                                   | 298.835                                                | 109,7                                                  |
| 2010                                                   | 301.472                                                | 110,7                                                  |
| 2011                                                   | 304.287                                                | 111,7                                                  |
| 2012                                                   | 306.672                                                | 112,6                                                  |
| 2013                                                   | 308.438                                                | 113,2                                                  |
| 2014                                                   | 310.128                                                | 113,8                                                  |
| 2015                                                   | 311.684                                                | 114,4                                                  |
| 2016                                                   | 312.965                                                | 114,9                                                  |
| 2017                                                   | 314.541                                                | 115,4                                                  |
| 2018                                                   | 316.058                                                | 116,0                                                  |
| 2019                                                   | 316.962                                                | 116,3                                                  |
| 2020                                                   | 318.231                                                | 116,8                                                  |
| 2021                                                   | 318.969                                                | 117,1                                                  |
| 2022                                                   | 320.479                                                | 117,6                                                  |
| 2023                                                   | 322.523                                                | 118,4                                                  |
| 2024                                                   | 323.859                                                | 118,9                                                  |
| 2025                                                   | 325.141                                                | 119,3                                                  |

Aalst · Aarlen · Aat · Antwerpen · Bastenaken · Bergen · Borgworm · Brugge · Brussel-Hoofdstad · Charleroi · Dendermonde · Diksmuide · Dinant · Doornik-Moeskroen · Eeklo · Gent · Halle-Vilvoorde · Hasselt · Hoei · Ieper · Kortrijk · La Louvière · Leuven · Luik · Maaseik · Marche-en-Famenne · Mechelen · Namen · Neufchâteau · Nijvel · Oostende · Oudenaarde · Philippeville · Roeselare · Sint-Niklaas · Thuin · Tielt · Tongeren · Turnhout · Verviers · Veurne · Virton · Zinnik